# Dolodrook River
Der Dolodrook River ist ein Fluss im östlichen Gippsland im australischen Bundesstaat Victoria.

## Verlauf
Er entspringt unterhalb des Gable End im Alpine National Park in einer Höhe von 1080 m. Er fließt zunächst nach Nordwesten und kurz vor seiner Mündung nach Norden. Er mündet nach 13,4 km in den Wellington River. Nennenswerte Nebenflüsse besitzt er nicht.
Der Dolodrook River liegt in größtenteils unbewohntem Bergland des Alpine National Park.